# 1940 a filmművészetben

## Események
- február 7. – Bemutatják Walt Disney Pinokkió című filmjét.
- február 20. – Tom és Jerry debütálnak a filmvásznon.
- április – A Shell-Mex olajkonszern korábbi helyettes ügyvezetője lesz az elnöke az Angol Tájékoztatási Minisztérium Filmfőosztályának. A háború végéig ő irányítja a nagy, de kevésbé hatékony főosztályt.
- május – A német megszálló hatóságok Varsóban  12 mozira korlátozzák a lengyel lakosok moziba járási lehetőségét. A lengyeleknek és a németeknek külön mozikat jelölnek ki.
- május 17. – My Favorite Wife bemutatója.
- augusztus 23. – a német kormány felállítja a filmgyártás ellenőrzésére az állami kultúrfilmközpontot
- október 1. – a francia kapitulációt követően 500 párizsi mozi újra működni kezd.
- október 15. –  A diktátor szatirikus társadalmi vígjáték bemutatója, főszereplője Charles Chaplin.
- november 13. – Walt Disney Fantázia című filmjének világpremierje. Ez az első sztereó hangzású film.
- december 12. – a párizsi német közigazgatás valamennyi mozi bezáratásával fenyegetőzik, amennyiben a híradó vetítése során a nézők nem hagynak fel a gyalázkodó bekiabálással. Az ellenőrzés megkönnyítésére a propaganda jellegű híradókat félig kivilágított teremben vetítik.

## Sikerfilmek
1. Pinokkió (Disney/RKO)

## Magyar filmek
- Pénz beszél…; rendező: Csepreghy Jenő, gyártás: 1940. január, főszereplők: Csortos Gyula, Dayka Margit, Szabó Sándor, Szörényi Éva, Ladomerszky Margit, Mály Gerő, Kovács Károly, Greguss Zoltán
- Göre Gábor visszatér; rendező: György István, gyártás: 1940. január-február, főszereplők: Tompa Sándor, Pethes Sándor, Rózsahegyi Kálmán, Misoga László, Adorján Éva, Dajbukát Ilona
- Erdélyi kastély; rendező: Podmaniczky Félix, gyártás: 1940. január-február, főszereplők: Páger Antal, Tasnády-Fekete Mária, Greguss Zoltán, Mezey Mária, Hidvéghy Valéria, Gózon Gyula, Vaszary Piri
- Jöjjön elsején!; rendező: Ráthonyi Ákos, gyártás: 1940. január-február, főszereplők: Jávor Pál, Turay Ida, Páger Antal, Sulyok Mária, Rózsahegyi Kálmán, Szakács Zoltán, Dénes György
- Gül baba; rendező: Nádasdy Kálmán, gyártás: 1940. január-február, főszereplők: Kőmives Sándor, Szeleczky Zita, Jávor Pál, Makláry Zoltán, Ladomerszky Margit, Bihary Nándor, Farkas Judit
- Te vagy a dal; rendező: Rodriguez Endre, gyártás: 1940. február, főszereplők: Sárdy János, Szabó Klári, Sennyei Vera, Toronyi Imre, Vaszary Piri, Feleki Kamill, Misoga László, Fáy Béla
- Zavaros éjszaka; rendező: Bán Frigyes, gyártás: 1940. tavasz, főszereplők: Pataky Jenő, Tolnay Klári, Rajnay Gábor, Bilicsi Tivadar, Makláry Zoltán, Hidvéghy Valéria, Várkonyi Zoltán
- Sarajevo; rendező: Ráthonyi Ákos, gyártás: 1940. január-március, főszereplők: Timár József, Tasnády-Fekete Mária, Vértess Lajos, Kiss Ferenc, Berky Lili, Ladomerszky Margit, Gózon Gyula
- Erzsébet királyné; rendező: Podmaniczky Félix, gyártás: 1940. március-április, főszereplők: Karády Katalin, Jávor Pál, Tolnay Klári, Rajnay Gábor, Somlay Artur, Gózon Gyula, Fenyvessy Éva
- Dankó Pista; rendező: Kalmár László, gyártás: 1940. április, főszereplők: Jávor Pál, Simor Erzsi, Lukács Margit, Tompa Sándor, Rózsahegyi Kálmán, Simon Marcsa, Mihályffy Béla, Szakács Zoltán
- Mária két éjszakája; rendező: Balogh Béla, gyártás: 1940. március-április, főszereplők: Szilágyi Szabó Eszter, Uray Tivadar, Greguss Zoltán, Sennyei Vera, Pataky Jenő, Csortos Gyula
- Igen vagy nem?; rendező: Bánky Viktor, gyártás: 1940. nyár, főszereplők: Jávor Pál, Muráti Lili, Páger Antal, Szörényi Éva, Pethes Sándor, Kőváry Gyula, Kiss Manyi, Vaszary Piri, Mály Gerő
- Ismeretlen ellenfél; rendező: Rodriguez Endre, gyártás: 1940. június-július, főszereplők: Ajtay Andor, Simor Erzsi, Földényi László, Greguss Zoltán, Zala Karola, Somogyi Nusi, Adorján Éva
- Sok hűhó Emmiért; rendező: Szlatinay Sándor, gyártás: 1940. július, főszereplők: Szeleczky Zita, Jávor Pál, Csortos Gyula, Bilicsi Tivadar, Vizváry Mariska, Szaplonczay Éva, Kiss Manyi
- Hazajáró lélek; rendező: Zilahy Lajos, gyártás: 1940. július, főszereplők: Karády Katalin, Páger Antal, Ércz István, Csortos Gyula, Mály Gerő, Vaszary Piri, Kiss Manyi, Raffay Blanka, Pethes Sándor
- A gorodi fogoly; rendező: Cserépy Arzén, gyártás: 1940. július, főszereplők: Ajtay Andor, Adorján Éva, Petheő Attila, Pethes Ferenc, Baló Elemér, Báthory Giza
- Egy csók és más semmi; rendező: Ráthonyi Ákos, gyártás: 1940. július, főszereplők: Jávor Pál, Tolnay Klári, Rajnay Gábor, Dénes György, Pataky Jenő, Ölvedy Zsóka, Peéry Piri, Sárossy Andor
- Hazafelé; rendező: Cserépy Arzén, gyártás: 1940. augusztus, főszereplők: Fedák Sári, Csortos Gyula, Hajmássy Lajos, Mészáros Ági, Vaszary Piri, Bilicsi Tivadar, Rácz Vali, Pethes Ferenc
- Mindenki mást szeret; rendező: Balogh Béla, gyártás: 1940. augusztus, főszereplők: Uray Tivadar, Déry Sári, Szilágyi Szabó Eszter, Halász Géza, Petheő Attila, Bókay Ferenc, Makláry Zoltán, Harczos Irén
- Zárt tárgyalás; rendező: Radványi Géza, gyártás: 1940. augusztus-szeptember, főszereplők: Páger Antal, Tasnády-Fekete Mária, Timár József, Somlay Artur, Bihari József, Vaszary Piri, Lengyel Gizi
- Rózsafabot; rendező: Balogh Béla, gyártás: 1940. augusztus-szeptember, főszereplők: Szeleczky Zita, Timár József, Rózsahegyi Kálmán, Berky Lili, Gózon Gyula, Dajbukát Ilona, Juhász József, Simon Marcsa
- A pepita kabát; rendező: Martonffy Emil, gyártás: 1940. szeptember, főszereplők: Latabár Kálmán, Egry Mária, Kiss Manyi, Földessy Géza, Berky Lili, Pethes Ferenc, Vaszary Piri
- Tóparti látomás; rendező: Kalmár László, gyártás: 1940. szeptember, főszereplők: Jávor Pál, Tolnay Klári, Simor Erzsi, Rajnay Gábor, Berky Lili, Solthy György, Makláry Zoltán
- Vissza az úton; rendező: Ráthonyi Ákos, gyártás: 1940. szeptember, főszereplők: Csortos Gyula, Tolnay Klári, Mezey Mária, Mihályffy Béla, Kőváry Gyula, Boray Lajos, Báthory Giza
- Cserebere; rendező: Cserépy László, gyártás: 1940. szeptember-október, főszereplők: Szilassy László, Bordy Bella, Kiss Manyi, Latabár Kálmán, Makláry Zoltán, Mihályffy Béla, Somogyi Nusi
- Tokaji aszú; rendező: Bánky Viktor, gyártás: 1940. szeptember-december, főszereplők: Fedák Sári, Bordy Bella, Pálóczy László, Erdélyi Mici, Bilicsi Tivadar, Bihari József, Mihályffy Béla
- Eladó birtok; rendező: Bánky Viktor, gyártás: 1940. ősz, főszereplők: Páger Antal, Szeleczky Zita, Toronyi Imre, Vaszary Piri, Mihályffy Béla, Gobbi Hilda, Pethes Ferenc
- Elnémult harangok; rendező: Kalmár László, gyártás: 1940. ősz, főszereplők: Kiss Ferenc, Keresztessy Mária, Nagy István, Lukács Margit, Greguss Zoltán, Lehotay Árpád
- Beáta és az ördög; rendező: György István, gyártás: 1940. október, főszereplők: Szörényi Éva, Páger Antal, Ladomerszky Margit, Vaszary Piri, Toronyi Imre, Gábor Miklós, Mihályffy Béla
- A szerelem nem szégyen; rendező: Ráthonyi Ákos, gyártás: 1940. október, főszereplők: Jávor Pál, Tolnay Klári, Mály Gerő, Gózon Gyula, Köpeczi-Boócz Lajos, Mihályffy Béla, Somogyi Nusi
- Hétszilvafa; rendező: Podmaniczky Félix, gyártás: 1940. november, főszereplők: Szilassy László, Turay Ida, Csortos Gyula, Mály Gerő, Vaszary Piri, Berky Lili, Kiss Manyi, Sárossy Andor
- Lángok; rendező: Kalmár László, gyártás: 1940. november, főszereplők: Jávor Pál, Mezey Mária, Kiss Ferenc, Hidvéghy Valéria, Mihályffy Béla, Makláry Zoltán, Náray Teri, Sugár Lajos
- Szeressük egymást!; rendező: Cserépy Arzén, gyártás: 1940. november, főszereplők: Bulla Elma, Greguss Zoltán, Csortos Gyula, Erdélyi Mici, Hidvéghy Valéria, Rácz Vali, Fáy Béla, Danis Jenő
- Elkésett levél; rendező: Rodriguez Endre, gyártás: 1940. november, főszereplők: Uray Tivadar, Szörényi Éva, Feleki Sári, Kamarás Gyula, Várkonyi Zoltán, Dénes György, Kiszely Ilona
- Sárga rózsa; rendező: György István, gyártás: 1940. november, főszereplők: Greguss Zoltán, Szörényi Éva, Kamarás Gyula, Kormos Márta, Köpeczi-Boócz Lajos, Misoga László
- Akit elkap az ár; rendező: Rodriguez Endre, gyártás: 1940. december, főszereplők: Földényi László, Simor Erzsi, Hidvéghy Valéria, Somogyi Nusi, Jeney Ottó, Dajbukát Ilona, Mihályffy Béla
- Gyurkovics fiúk; rendező: Hamza D. Ákos, gyártás: 1940. november-1941. január, főszereplők: Szilassy László, Turay Ida, Perényi László, Benkő Gyula, Simor Erzsi, Puskás Tibor, Rajnay Gábor, Árpád Margit
- Balkezes angyal; rendező: Ráthonyi Ákos, gyártás: 1940. december-1941. január, főszereplők: Tabódy Klári, Jávor Pál, Mály Gerő, Berky Lili, Makláry Zoltán, Vaszary Piri, Libertiny Éva

## Oscar-díjak
(február 29.)
- Film: Elfújta a szél – David O. Selznick
- Rendező: Victor Fleming – Elfújta a szél
- Férfi főszereplő: Robert Donat – Isten vele, tanár úr!
- Női főszereplő: Vivien Leigh – Elfújta a szél

## Filmbemutatók
- Abe Lincoln in Illinois – rendező John Cromwell
- All This and Heaven Too – főszereplő Bette Davis, Charles Boyer, rendező Anatole Litvak
- The Arsenal Stadium Mystery – rendező Thorold Dickonson
- The Biscuit Eater – rendező Stuart Heisler
- Boszorkánykonyha – rendező Alfred Hitchcock
- Boys of the City – rendező Joseph H.Lewis
- Broadway Melody of 1940 – főszereplő Fred Astaire és Eleanor Powell, rendező Norman Taurog
- East Side Kids – rendező Robert F.Hill
- Go West, főszereplő Marx Brothers, rendező Edward Buzzell
- Give Us Wings – rendező Charles Lamont
- That Gang of Mine – rendező Joseph H.Lewis
- Gázláng – rendező Thorold Dickinson
- Érik a gyümölcs – rendező John Ford
- A diktátor, főszereplő és rendező Charlie Chaplin
- Junior G-Men – rendező Ford Beebe, Joh Rawlins
- My Favorite Wife – rendező Garson Kanin
- A Manderley-ház asszonya – rendező Alfred Hitchcock
- Night Train to Munich – rendező Carol Reed
- One Million B.C. – rendező Hal Roach
- Strike Up the Band – rendező Busby Berkely
- A bagdadi tolvaj – rendező Ludwig Berger, Miachael Power
- You're Not So Tough – rendező Joe May
- Saroküzlet (The Shop Around the Corner) – rendező Ernst Lubitsch
- Büszkeség és balítélet – rendező Robert Z. Leonard
- Aranyváros (Virginia City) – rendező Kertész Mihály (Michael Curtiz)
- Örök szerelem (Manon Lescaut) – rendező Carmine Gallone
- Olajváros (Boom Town) – rendező Jack Conway
- Mindenért fizetni kell (Le président Haudecœur) – rendező Jean Dréville
- Asszony az örvényben (Tempête) – rendező Dominique Bernard-Deschamps

## Rövidfilm sorozatok
- Buster Keaton (1917–1941)
- Our Gang (1922–1944)
- Laurel and Hardy (1926–1940)
- The Three Stooges (1935–1959)

## Animációs filmsorozatok
- Krazy Kat (1925–1940)
- Mickey egér (1928–1953)
- Bolondos dallamok (Looney Tunes) (1930–1969)
- Terrytoons (1930–1964)
- Merrie Melodies (1931–1969)
- Scrappy (1931–1941)
- Popeye, a tengerész (1933–1957)
- Color Rhapsodies (1934–1949)
- Donald kacsa (1937–1956)
- Walter Lantz Cartunes (a.k.a. New Universal Cartoons or Cartune Comedies) (1938–1942)
- Goofy (1939–1955)
- Andy Panda (1939–1949)
- Tom and Jerry (MGM) (1940–1958)

## Születések
- február 23. – Peter Fonda, színész († 2019)
- március 9. – Raúl Juliá, Puerto Ricó-i származású amerikai színész
- március 25. – Dárday István filmrendező, forgatókönyvíró
- április 26. – Giorgio Moroder, háromszoros Oscar-díjas zeneszerző
- május 5. – Lance Henriksen, amerikai színész
- május 17. – Vitézy László filmrendező, forgatókönyvíró
- június 1. – René Auberjonois, amerikai színész
- június 24. – Vittorio Storaro, olasz operatőr
- július 13. – Patrick Stewart, angol színész
- augusztus 3. – Martin Sheen, amerikai színész
- augusztus 8. – Just Jaeckin, francia filmrendező
- szeptember 5. – Raquel Welch, amerikai színésznő
- szeptember 11. – Brian De Palma, amerikai filmrendező
- október 5. – Csányi Miklós filmrendező († 1997)
- november 26. – Szomjas György, filmrendező
- november 27. – Bruce Lee, színész († 1973)
- november 5. – Elke Sommer, német színésznő
- december 17. – Anna Prucnal, lengyel színésznő

## Halálozások
- május 25. – Joe De Grasse, hollywoodi filmrendező
- július 1. – Ben Turpin, humorista, színész
- október 10. – Berton Churchill, hollywoodi színész
- október 12. – Tom Mix, amerikai színész
- december 5. – Wilfred Lucas, színész, forgatókönyvíró, rendező